# José Luis Pinillos
José Luis Pinillos Díaz (Bilbao, 11 de abril de 1919 - Madrid, 4 de noviembre de 2013) fue un psicólogo y profesor universitario español.

## Biografía
Nació en 1919 en Bilbao y estudió tanto en su ciudad natal como en Portugalete. Luchó en la guerra civil en el bando sublevado y, tras el conflicto, empezó la licenciatura de Filosofía y Letras en la Universidad de Zaragoza. Más adelante, se trasladó a Madrid para especializarse en filosofía, de lo que se licenció en 1946 con premio extraordinario y se doctoró en 1949. Antes había combatido también en la División Azul.
A continuación, viajó a Bonn becado por el Consejo Superior de Investigaciones Científicas (CSIC) para ampliar sus estudios de psicología y en 1950 pasó a formar parte de su Departamento de Psicología Experimental; sin embargo continuó formándose en Inglaterra becado por el British Council para participar en los cursos impartidos por Hans Eysenck entre los años 1951 y 1953 en el Hospital Maudsley de Londres. Asimismo se instruye en las aportaciones de Anna Freud, Raymond Cattell, Nikolaas Tinbergen, Francine Shapiro y otros artífices de la psicología mundial. A su vuelta trabajó sobre la percepción visual de complejos estimulares y velocidad de procesamiento en pacientes psicóticos y neuróticos y en personas normales y publicó estos trabajos en revistas alemanas, francesas y españolas; además fue abriendo campos en psicología social de forma pionera en España. En 1954 fue nombrado colaborador del Departamento de Psicología Experimental de la Universidad de Madrid. En 1961 se trasladó a Venezuela para ser profesor de la Universidad Central de Caracas, y volvió a España a finales de dicho año para convertirse en catedrático de psicología de la Universidad de Valencia. De 1966 a 1986 poseyó la cátedra de la Universidad de Madrid.
Junto al doctor José Germain, pone en marcha la Sociedad Española de Psicología y el departamento de Psicología Experimental de la recién creada Escuela de Psicología de la Universidad de Madrid.
Sus aportaciones fueron notables por su interés clínico y social: elaboró varias pruebas y test diagnósticos, como la prueba de personalidad CEP, los análisis del test de Kent y Rosanoff, y el Diferencial Semántico de Osgood y colaboradores, método para la medida de las actitudes a través del significado connotativo del lenguaje. A su vez, trabajó repetidamente en diferentes campos aplicados como la psicología del trabajo (selección de personal, formación de mandos, etc).
Fue doctor honoris causa por las siguientes universidades: la Pontificia de Salamanca, la de Valencia, la del País Vasco, la de Santiago de Compostela, la Pontificia de Comillas, la de Oviedo, la UNED, la de Sevilla, la de La Laguna, la de Murcia y la de Salamanca. Fue Medalla de Oro del Centro de Estudios Universitarios, Medalla de Oro de Madrid, Medalla de Honor de la Universidad Internacional Menéndez Pelayo. Además, como homenaje de la comunidad académica de la que formó parte, el "Edificio Lateral 1" (Oeste) de la Facultad de Psicología de la U.C.M en Somosaguas se rebautizó como "Edificio Jose Luis Pinillos".
En 1986, año en que se jubiló, fue galardonado con el Premio Príncipe de Asturias de Ciencias Sociales por sus trabajos decisivos en la promoción y progreso de la psicología empírica en España. Hasta su fallecimiento era miembro de la Real Academia Española desde 1988 y de la Academia Europea de Ciencias y Artes desde 1997.
Fue presidente de la Comisión Cultural del Colegio Libre de Eméritos; miembro de número de la Real Academia de Ciencias Morales y Políticas; miembro de honor del Colegio de Psicólogos de España.
Es autor de unos 150 trabajos especializados y de 15 libros, en los que se ha ocupado de la historia de la Psicología, la Psicología social y la de la personalidad. Entre sus obras destacan Introducción a la psicología contemporánea (1961), Psicopatología de la vida urbana (1977), Reconversión industrial y adaptación psicológica (1986) y El corazón del laberinto (1997). Casado con Elvira Laffón, tuvo de ella cinco hijos.

## Concepto de personalidad según J.L. Pinillos
"La personalidad representa la estructura intermedia que la psicología necesita interponer entre la estimulación del medio y la conducta con que los sujetos responden a ella. Justamente para dar razón del modo individualizado en que lo hacen." Es decir, la personalidad es aquello que nos distingue entre seres humanos.
Desarrolla la Teoría implícita de la personalidad.
La personalidad representa una cualidad atractiva, indica consistencia en la relación con otras personas y en función de esa idea regulamos las conductas. Por ejemplo, si está enfadado no le pediré favor a esa persona.
Pinillos define al sujeto como sustancia, como sistema, como conciencia y también como personalidad.

## Obra seleccionada
- La vida de un Yeli, 1962
- Cuestiones de psicología evolutiva, 1964
- Constitución y personalidad, 1966
- La mente humana. Ediciones Temas de Hoy. 1970. ISBN 9788484601388.
- Tecnología de la conducta, 1972
- Principios de Psicología. Alianza Editorial. 1975. ISBN 9788420621005.
- Más allá de Freud, 1977
- Psicopatología de la vida urbana, 1977
- La psicología y el hombre de hoy, 1986
- Reconversión industrial y adaptación psicológica, 1986
- Psicología y psicohistoria: Escritos seleccionados. Universitat de València. 1988. ISBN 9788437004051.
- El corazón del laberinto, 1997

| Predecesor: - | Académico de la Real Academia Española Sillón s 1988 - 2013 | Sucesor: Vacante |